# Mariä-Entschlafens-Kirche (Kukujevci)

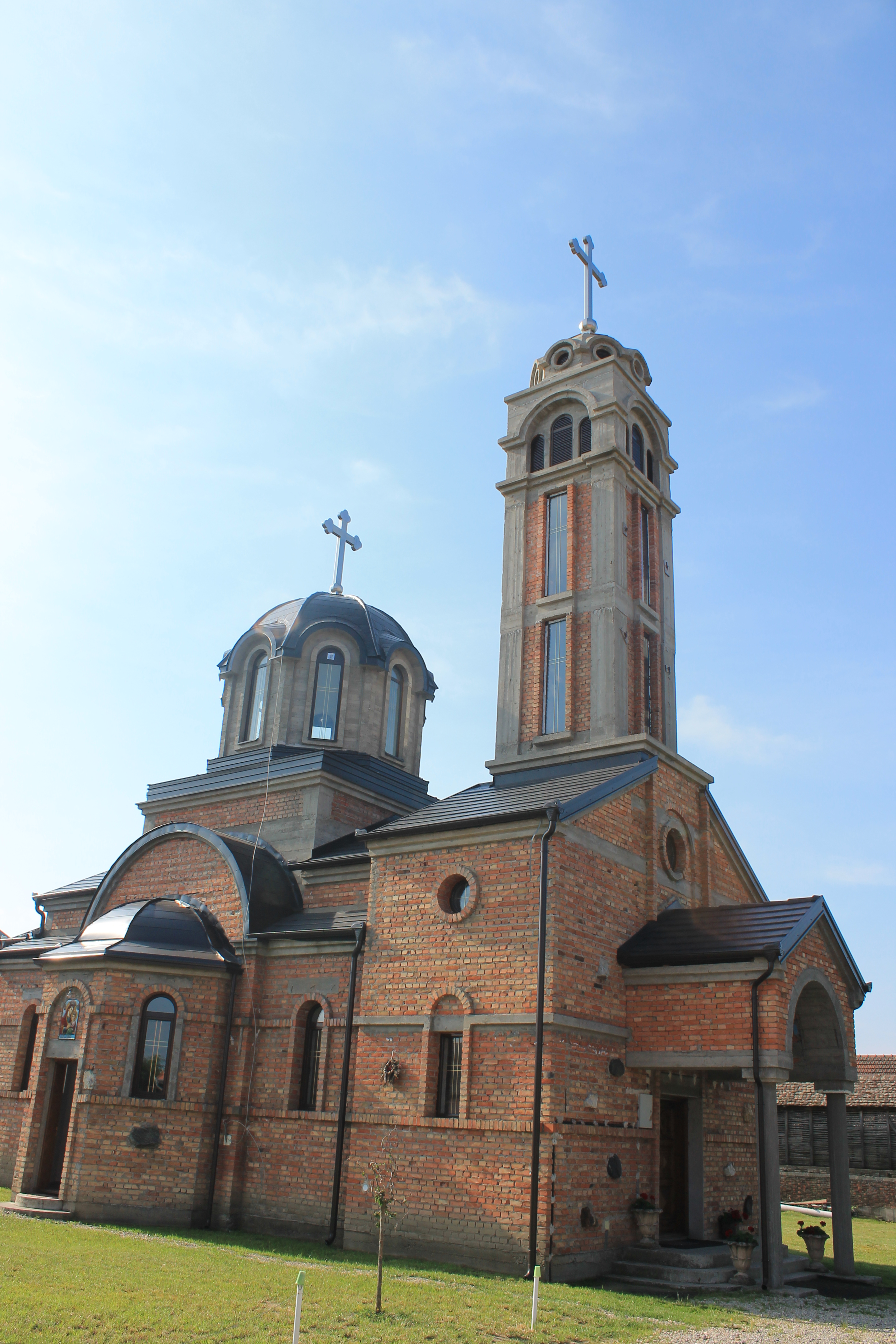
Die Mariä-Entschlafens-Kirche in Kukujevci (2018)

Die Mariä-Entschlafens-Kirche (serbisch: Црква Успења Пресвете Богородице, Crkva Uspenja Presvete Bogorodice) im Dorf Kukujevci, in der Opština Šid, ist eine serbisch-orthodoxe Kirche in der nordserbischen autonomen Provinz Vojvodina.
Das von 2013 bis 2015 erbaute Kirchengebäude ist der Entschlafung der Allerheiligsten Gottesmutter Maria geweiht. Die Pfarrkirche ist Sitz der Pfarrei und Kirchengemeinde  Kukujevci, im Dekanat Šid, der Eparchie Srem, der Serbisch-Orthodoxen Kirche.

## Lage
Kukujevci liegt in der Landschaft des Srem. Das Dorf liegt im östlichen Teil der Opština, 12 km von der Gemeindehauptstadt Šid entfernt, an der Hauptstraße. Die Mariä-Entschlafens-Kirche steht im Dorfzentrum an der Straße Ulica Svetog Save. Die genaue Adresse der Kirche lautet Ulica Svetog Save Nr. 10.
Gegenüber der Kirche auf der anderen Straßenseite steht die 1770 erbaute römisch-katholische Dreifaltigkeitskirche. Auch in der Nähe der Kirche stehen ein orthodoxes Gedenkkreuz, das Haus der lokalen Gemeinschaft, die Dorfpost und die Dorfgrundschule Branko Radičević. Im umzäunten großen Kirchhof mit einem Eingangstor an der Nordseite, stehen neben der Kirche, ein großer und kleiner Kirchbrunnen, ein Fahnenständer, Bäume und das Pfarrhaus. 

## Geschichte

### Vorgeschichte und erste Mariä-Entschlafens-Kirche

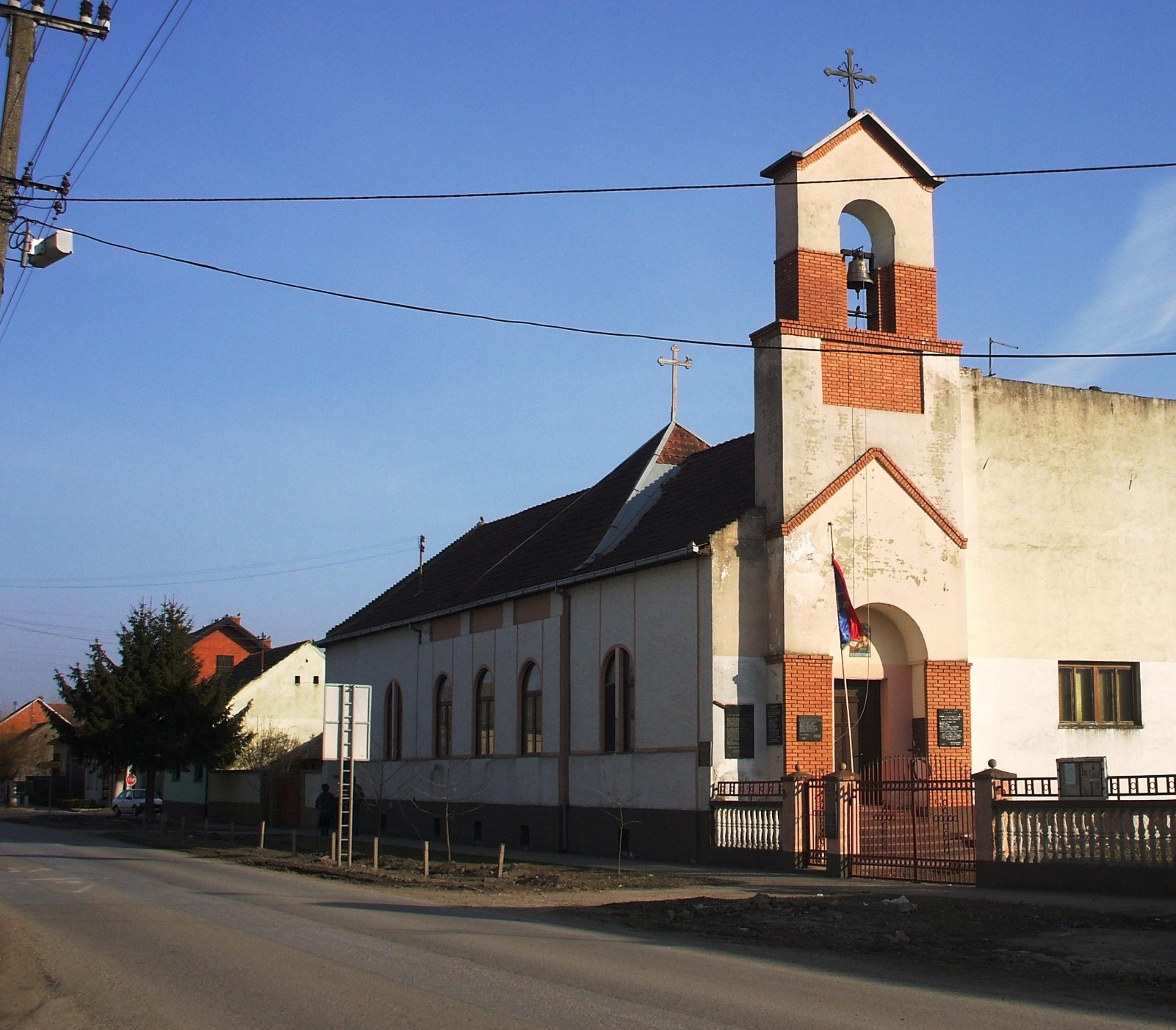
Die erste Kirche (2015 abgerissen)

Um den historischen Kontext und die Umstände zu verstehen, unter denen die erste serbisch-orthodoxe Kirche in Kukujevci entstand, muss man in die 1990er Jahre zurückgehen. 
Ausgelöst durch die Jugoslawienkriege, kamen in den 1990er Jahren, mehr als 500 Familien nach Kukujevci. Diese Serben waren aus ihren jahrhundertealten Wohnstätten in den kroatischen Regionen Slawonien, Lika, Kordun, Banija und Dalmatien geflüchtet oder vertrieben worden. Außerdem kam eine kleinere Zahl aus Bosnien und Herzegowina geflohener und vertriebener Serben in das Dorf. Da bis dahin die überwiegende Mehrheit der Dorfbevölkerung, Angehörige der kroatischen Minderheit waren, wurde in gegenseitigem Einvernehmen eine Einigung über den Immobilientausch erzielt.
Unter diesen Flüchtlingen und Vertriebenen, befand sich auch der aus einem Dorf der Opština Donji Vakuf in Bosnien stammende, Priester Dušan Čavka mit seiner Familie. Er wurde zunächst vom Bischof der Eparchie Srem, Vasilije, als Priester der Kirche der Überführung der Reliquien des Hl. Nikolaus im westlichen Nachbardorf Bačinci ernannt.  
Da sich die ethnische Struktur der Bevölkerung veränderte, bestand die Notwendigkeit, eine serbisch-orthodoxe Kirchengemeinde in Kukujevci zu gründen, die in diesem Dorf bis dahin nicht bestand. Auf Vorschlag der Dorfbewohner, veranlasste Bischof Vasilije, dass das Dorf der Slava des Mariä-Entschlafen unterstellt wird. An diesem Feiertag im Jahr 1992 zelebrierte Priester Dušan Čavka unter klarem Himmel auf einer Rasenfläche neben der Schule im Zentrum des Dorfes die erste Heilige Liturgie. An diesem Ort wurde ein orthodoxes Wegekreuz aufgestellt, auf dessen Gedenktafel steht geschrieben, dass es am 28. August 1992 errichtet wurde. Am 17. November 2002 wurde das Kreuz vom Bischof Vasilije geweiht. Die Pfarrei wurde 1992 gegründet und die kirchlichen Registerbücher werden seit 1992 geführt. Gleichzeitig wurde ein orthodoxer Friedhof angelegt, dessen zentrales Kreuz 1994 geweiht wurde. Zwölf Jahre später wurde die Friedhofskapelle Hl. Maria Magdalena errichtet.
Im alten verlassenen Schulgebäude wurde zunächst ein Raum eingerichtet, in dem Gottesdienste abgehalten werden konnten. Durch die Anschaffung von allen erforderlichen Dokumenten wurde das kirchliche Leben nun nach orthodoxem Ritus an diesem Ort wiederbelebt. Im Laufe der Zeit entstand aus den drei Räumen der alten Schule, die erste Mariä-Entschlafens-Kirche, die mit dem nötigen Inventar und einer bescheidenen Ikonostase, ausgestattet wurde. 1993 wurde diese Kirche vom Bischof Vasilije geweiht. Im Jahr 1995 zog der Priester Dušan Čavka mit seiner Familie nach Kukujevci und bald wurde ein Glockenturm an die Kirche hinzugefügt, sodass man im Jahr 1997 in Kukujevci zum ersten Mal den Klang der orthodoxen Kirchenglocke hören konnte. Im selben Jahr wurde der Glockenturm vom Bischof Vasilije geweiht. Diese alte Mariä-Entschlafens-Kirche wurde 2015 abgerissen.

### Heutige Mariä-Entschlafens-Kirche

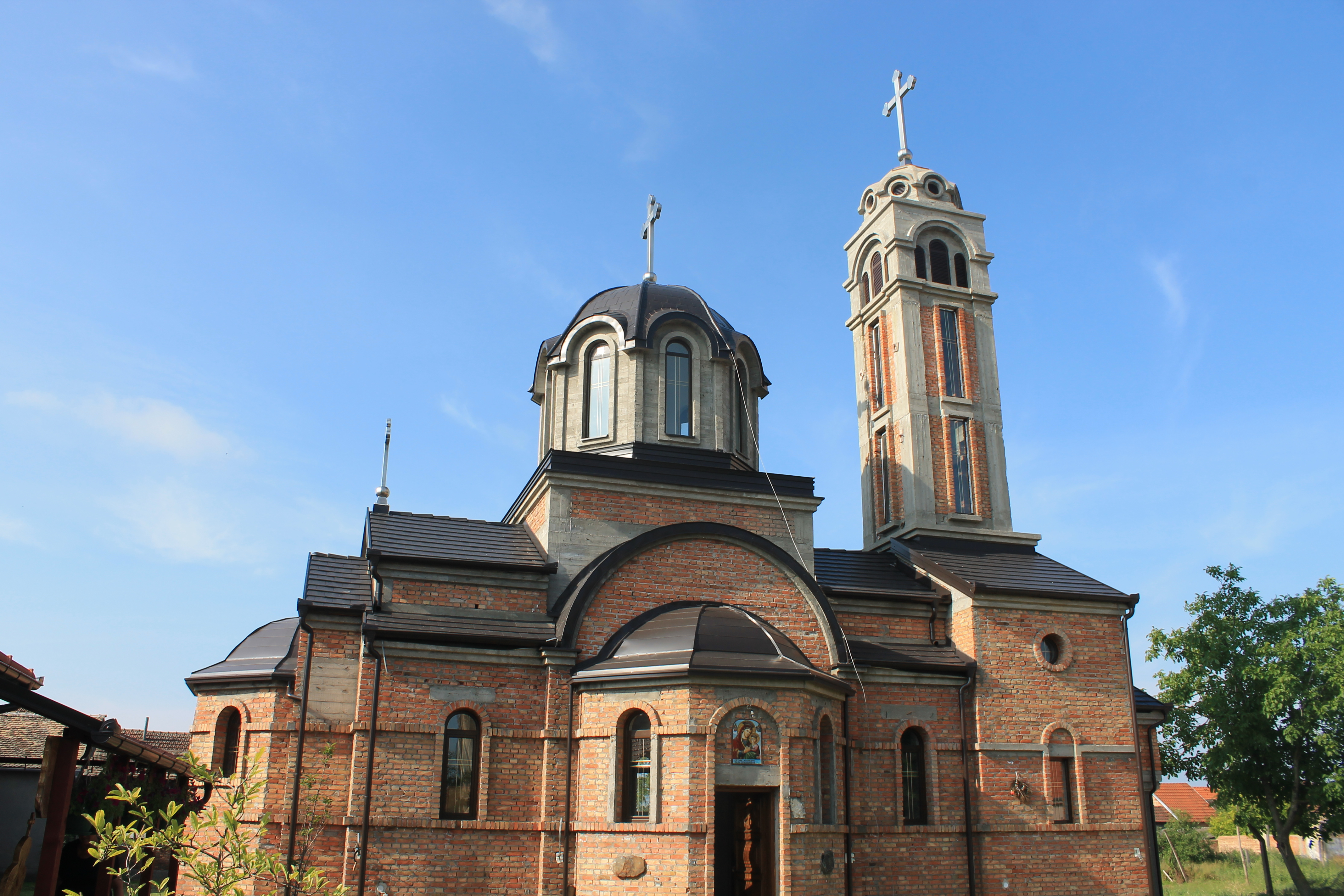
Nordansicht der Kirche (2018)

Am 30. Oktober 2010 wurde die Entscheidung zum Bau der heutigen, großen und prächtigen Mariä-Entschlafens-Kirche getroffen. Nach der Beschaffung aller notwendigen Papierunterlagen und dem Erhalt von Geldern, wurden am 4. August 2013 die Kirchenfundamente vom Bischof Vasilije, geweiht. In die Kirchenfundamente wurden symbolisch Steine der Mariä-Geburt-Kirche aus dem Dorf Lisičine, der Christi-Himmelfahrts-Kirche aus dem Dorf Budimci, der Kirche Hl. Großmärtyrer Zar Lazar aus dem Dorf Dijelka (alle drei Dörfer liegen in der Region Slawonien), des berühmten Klosters Hilandar, des Klosters Beočin in der Fruška Gora und des Klosters Liplje in der Republika Srpska gelegt. In nur zwei Jahren erbauten die Einwohner von Kukujevci die Kirche und das Pfarrhaus. Auch wenn die groben Baumaßnahmen abgeschlossen waren, dauerten die Arbeiten an der Gesamtdekoration der Kirche und des Pfarrhauses bis 2022 an. 
Am 18. Oktober 2015 wurde die Kirche vom Bischof Vasilije mit einer kleinen Kirchenweihe geweiht und der Bischof hielt die Hl. hierarchische Liturgie. Auch das Pfarrhaus wurde vom Bischof geweiht. 
Unter den vielen Donatoren der Kirche, sind die großen Wohltäter der Kirche und die Kirchenpaten Bratislav Bogatić, Slobodan Lazić sowie der verstorbene Jovan Rajšić zu nennen. Als Ktitor hatte Jovan Rajšić unter anderem das Pfarrhaus als seine Stiftung errichten lassen. Bratislav Bogatić leistete vom ersten Tag an als einer der führenden Initiatoren des Kirchenbaus großen Beitrag, indem er die Bauarbeiten finanzierte und auch die Kirchenfundamente gießen ließ. In das Fundament legte er einen Stein, den er aus der Kirche seines Heimatdorfes Lisičine mitgebracht hatte. Bis zur Fertigstellung des Kirchenbaus stiftete Bogatić: die Kirchenkreuze, die Ikonostase und finanzierte zahlreiche Bauarbeiten. Slobodan Lazić war auch ein wichtiger Spender und Geldgeber aller Bauarbeiten. Er legte einen Stein aus dem Kloster Beočin in das Fundament, stiftete die Kirchglocken und das Bemalen des Kircheninneren mit Fresken und finanzierte zahlreiche weitere Bauarbeiten. Die Fresken der Kirche wurden am 9. Juli 2020 nach vierjähriger Arbeit fertiggestellt. Sie wurden von Vojko Mitrić gemalt
Am 20. November 2022 wurde die Mariä-Entschlafens-Kirche vom Bischof Vasilije, mit der Assistenz mehrerer Geistlicher und unter dem Dasein vieler Gläubiger, feierlich mit der großen Kirchenweihe (Inthronisierung) eingeweiht. Im Rahmen der Inthronisierung der Kirche wurde ein kleiner Teil der Reliquien des Hl. Zaren Uroš in den Kirchenaltar eingelegt. Nach der Weihe der Ikonostase und der Kirche wurde die Hl. hierarchische Liturgie abgehalten.
Nach Abschluss der Hl. Liturgie überreichte Bischof Vasilije den Hauptwohltätern der Kirche hohe Eparchieauszeichnungen. Der Orden des Hl. Arsenius vom Srem wurde Bratislav Bogatić verliehen, während der Orden des Hl. Maksim von Serbien Slobodan Lazić verliehen wurde. Darüber hinaus wurden verdienten Spendern bischöfliche Ehrenbriefe verliehen.
Neben dem Mariä-Entschlafen ist die Gelöbnis-Slava der Kirche der Feiertag des Hl. Vasilije Ostroški des Wundertäters. Derzeitiger Pfarrpriester der Kirche ist der Erzpriester Dušan Čavka. 

## Architektur
Das Kirchengebäude (Pseudobasilika) ist in einer modernen Adaption des traditionellen Serbisch-byzantinischen Baustils im Typus der Morava-Schule erbaut worden. 
Die Kirche ist mit einer halbrunden Altar-Apsis im Osten, einer großen zentralen Rundkuppel, die sich über dem Tambour, in der Mitte des Naos erhebt, von Innen halbrunden und von Außen mehrseitigen Seitenkonchen in der Kirchenschiffmitte und einem großen Narthex mitsamt einem hohen Kirchturm, im Westen, erbaut worden. Zur Fassadengestaltung der Kirche gehören unter anderem runde Fensteröffnungen (Oculus).
Der Haupteingang der Kirche mit säulengestützten Anbau, befindet sich an der Westfassade der Kirche. An der Nord- und Südfassade besitzt das Gotteshaus Nebeneingänge. Über dem Nordeingang befindet sich eine Ikone, die die Allerheiligste Gottesmutter Maria und das Jesuskind darstellt. Diese Ikone wurde von Sretko Jovanović gestiftet. Das Gotteshaus besitzt drei Kirchenkreuze, eines auf der Spitze der großen Rundkuppel, ein anderes auf der Spitze der Kuppel des Kirchturms und das dritte am Ostende des Naos.  
Im Kircheninnenraum steht die prächtige, reich mit Schnitzereien verzierte mehrtürige und mehrgeschoßige hölzerne Ikonostase mit in byzantinischer Manier gemalten Ikonen. Auch sind die Kirchenwände mit byzantinischen Fresken bemalt. Im Kircheninnenraum befinden sich zudem, ein großer Kronleuchter, der Bischofsthron, der Gottesmutterthron, Chorgestühl, Chorständer, Kirchentische mit Ikonen und im westlichen Kirchenschiff der Chorbalkon.

## Galerie

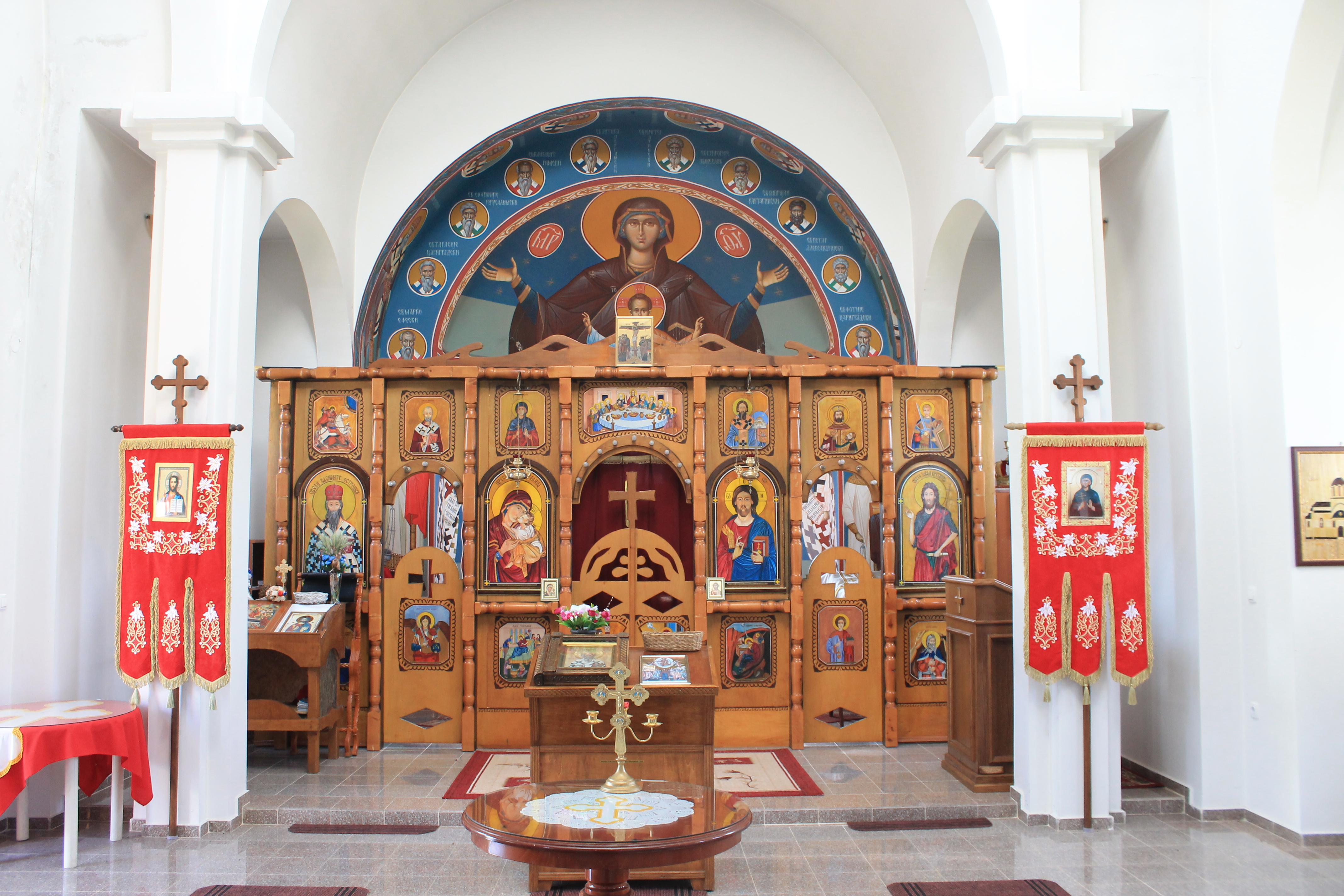
Die vorübergehende Ikonostase
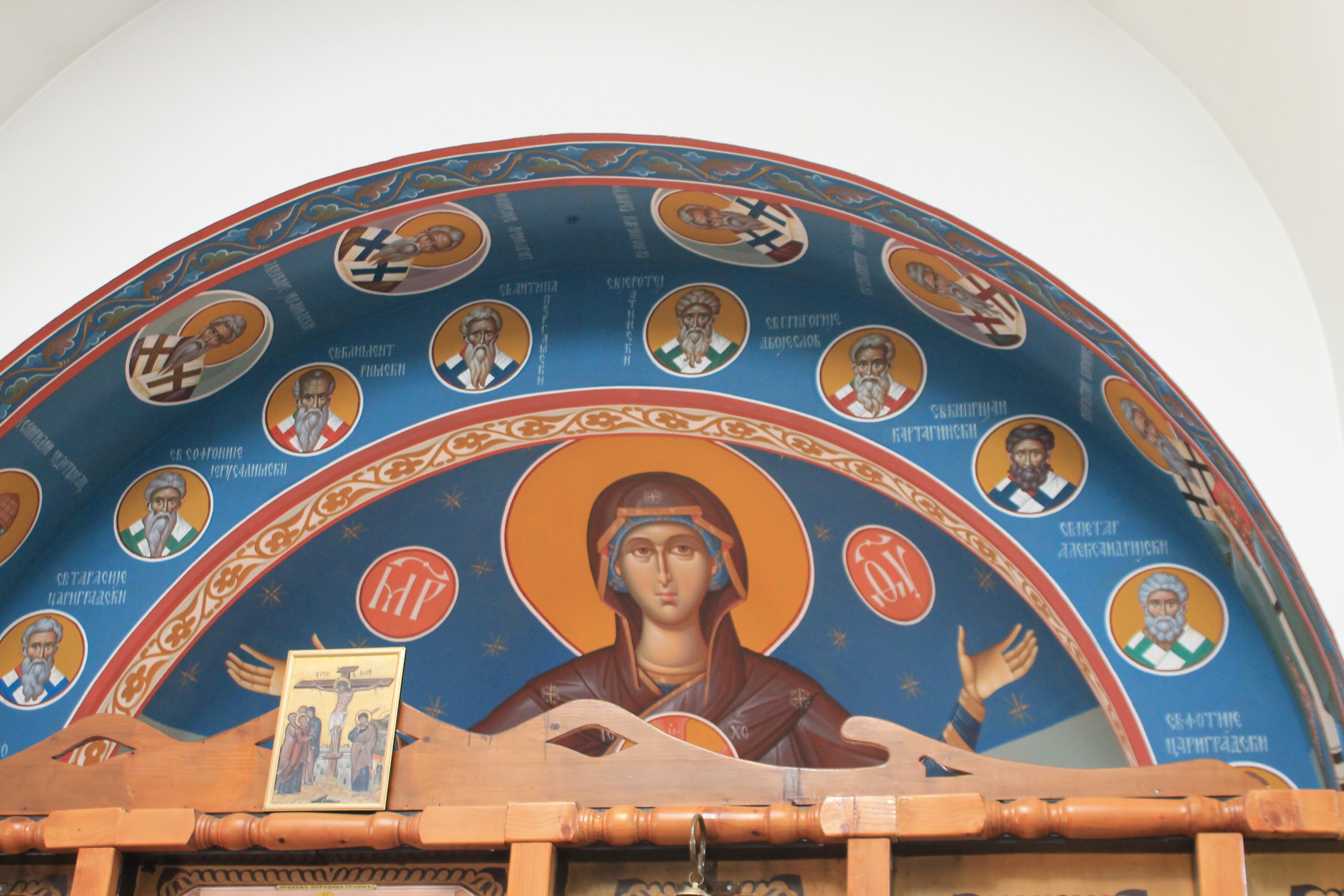
Fresken im Altarbereich
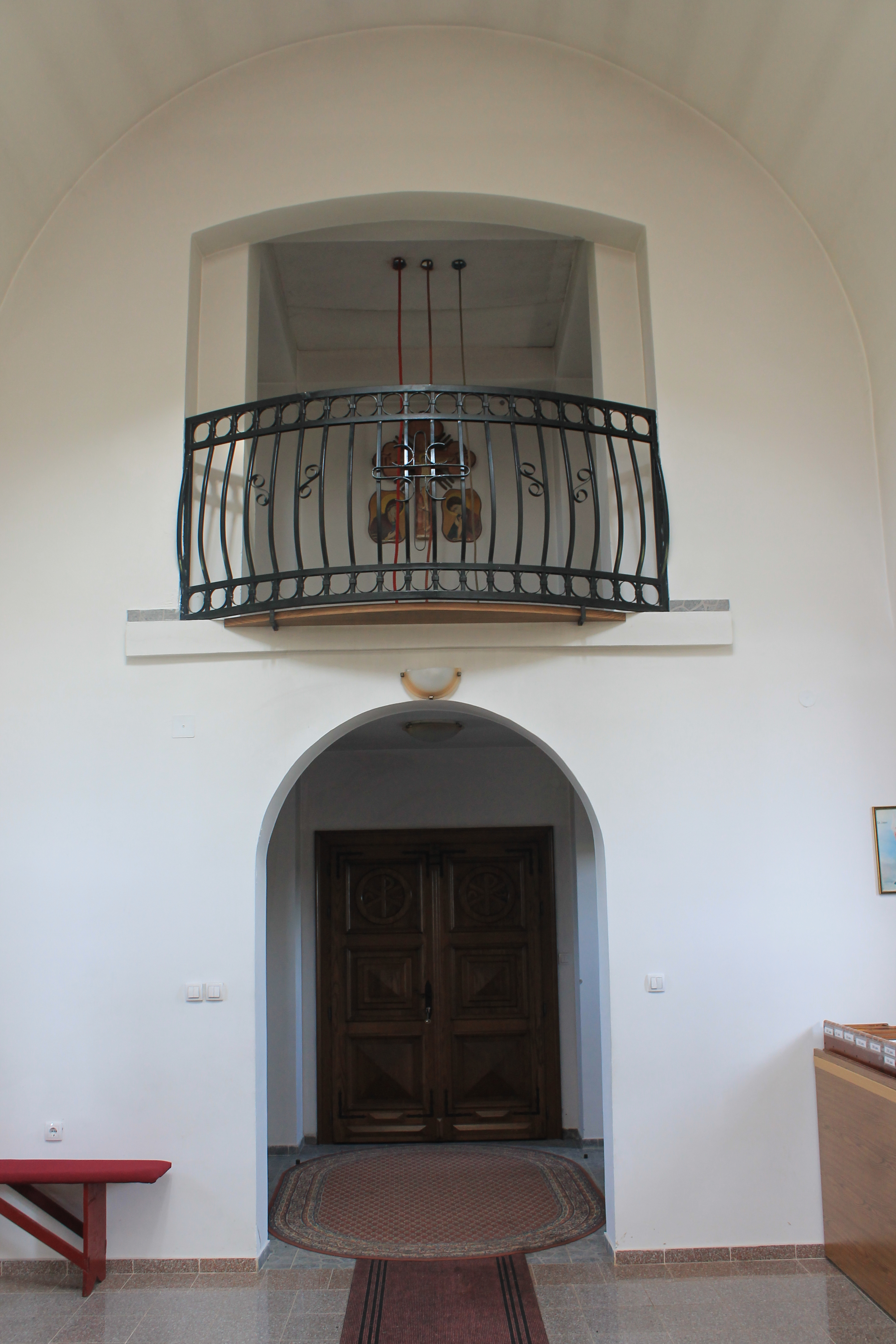
Westeingang und Chorbalkon
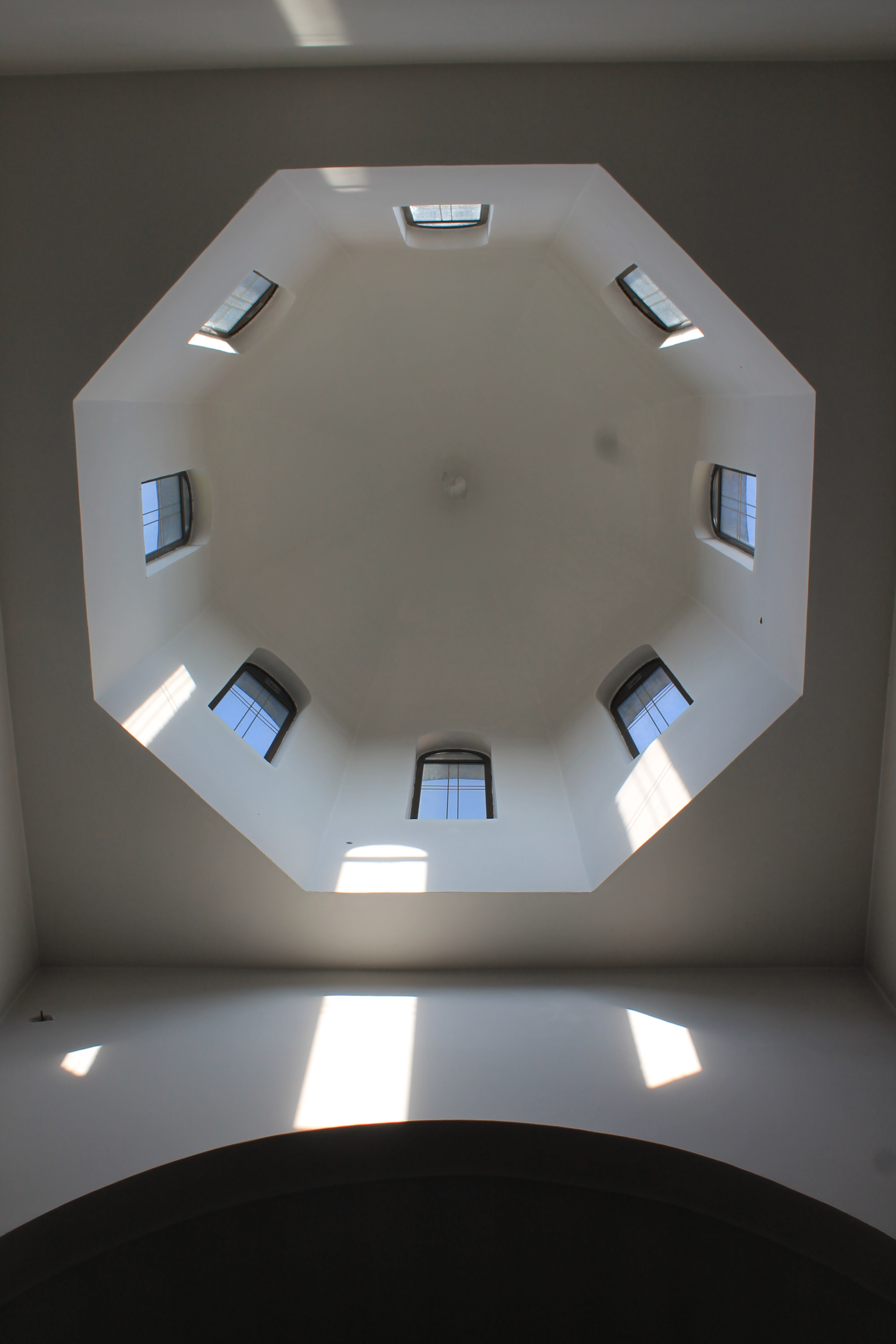
Blick auf das unbemalte Kuppelinnere
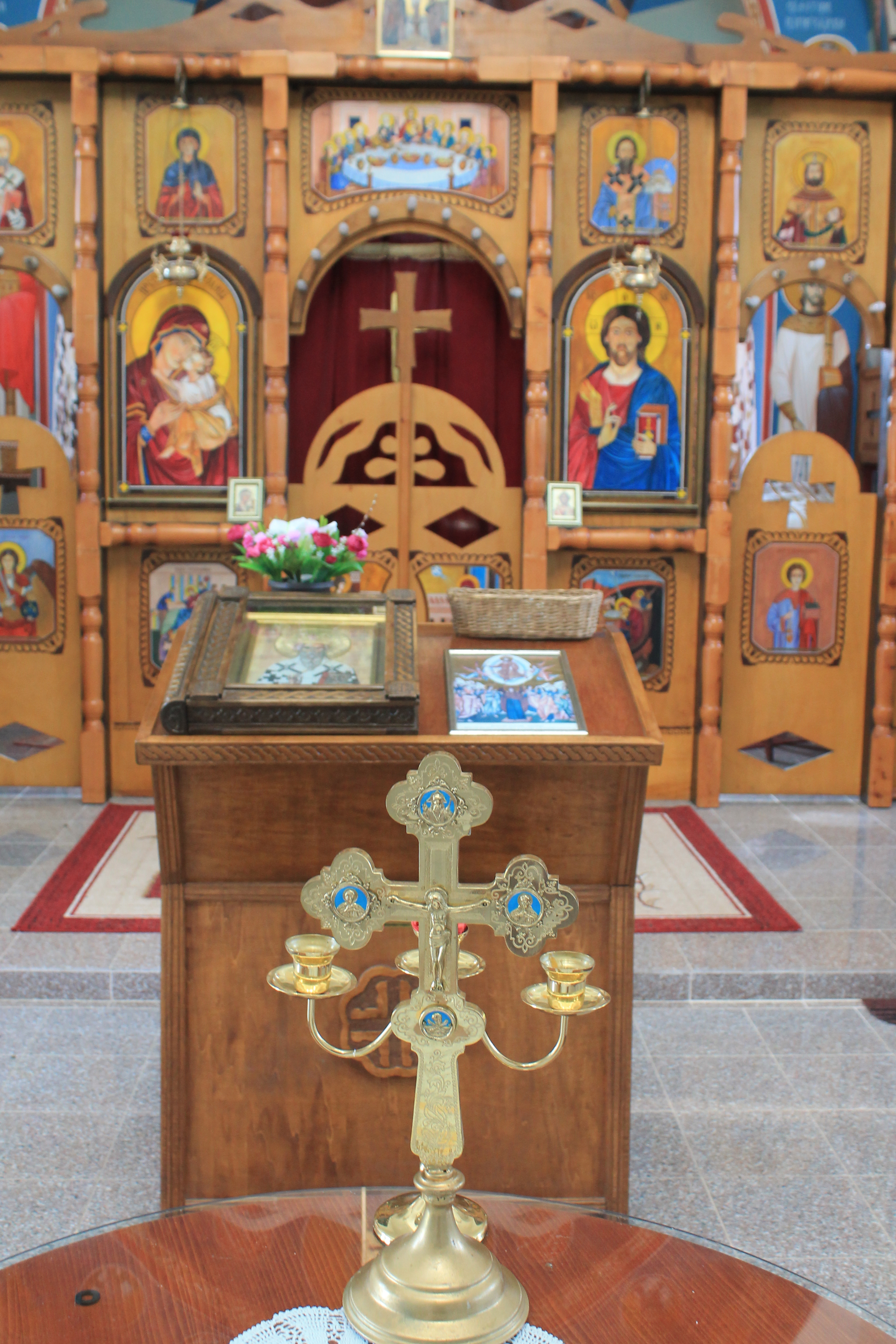
Kreuz und Ikonen
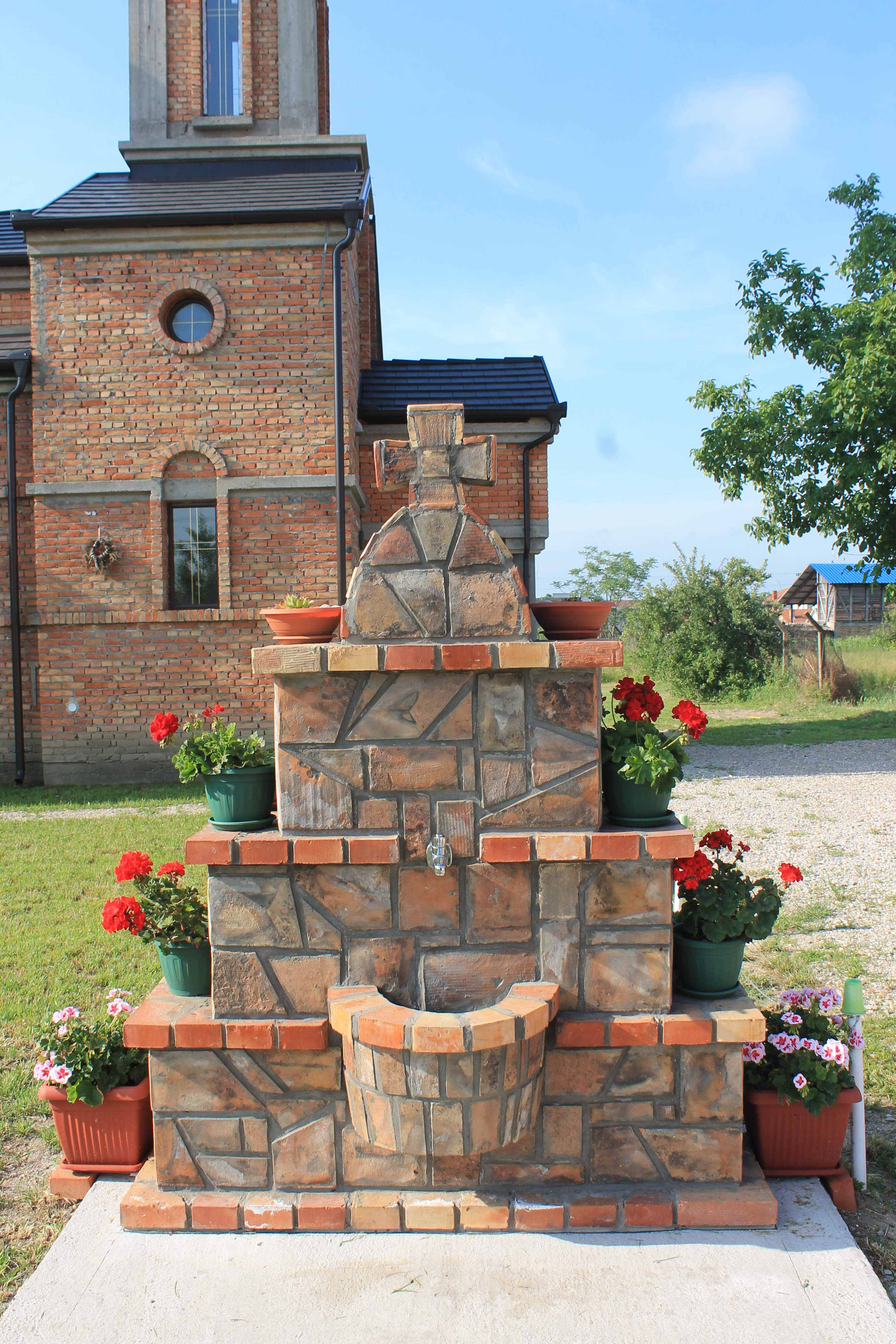
Großer Kirchbrunnen
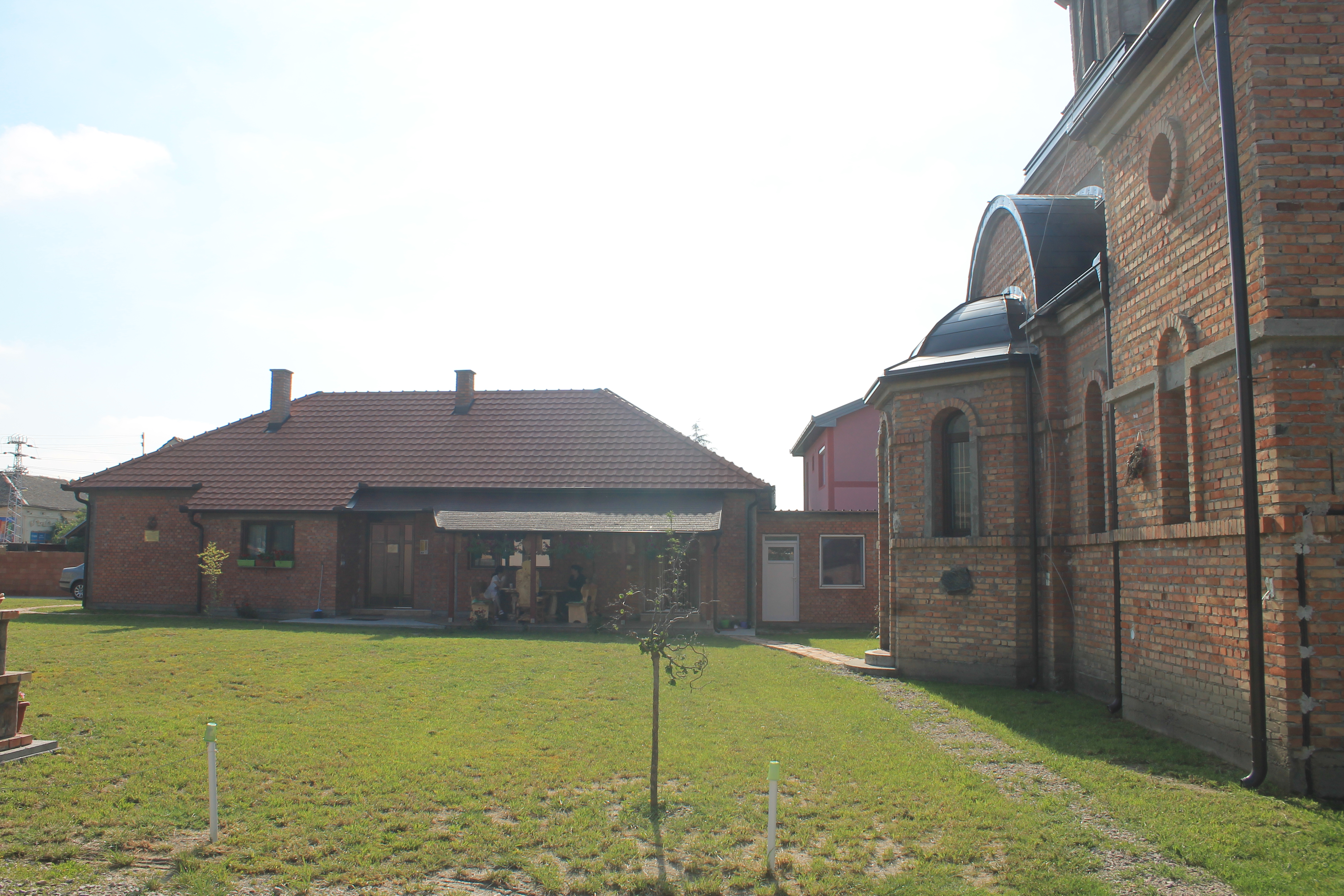
Das Pfarrhaus
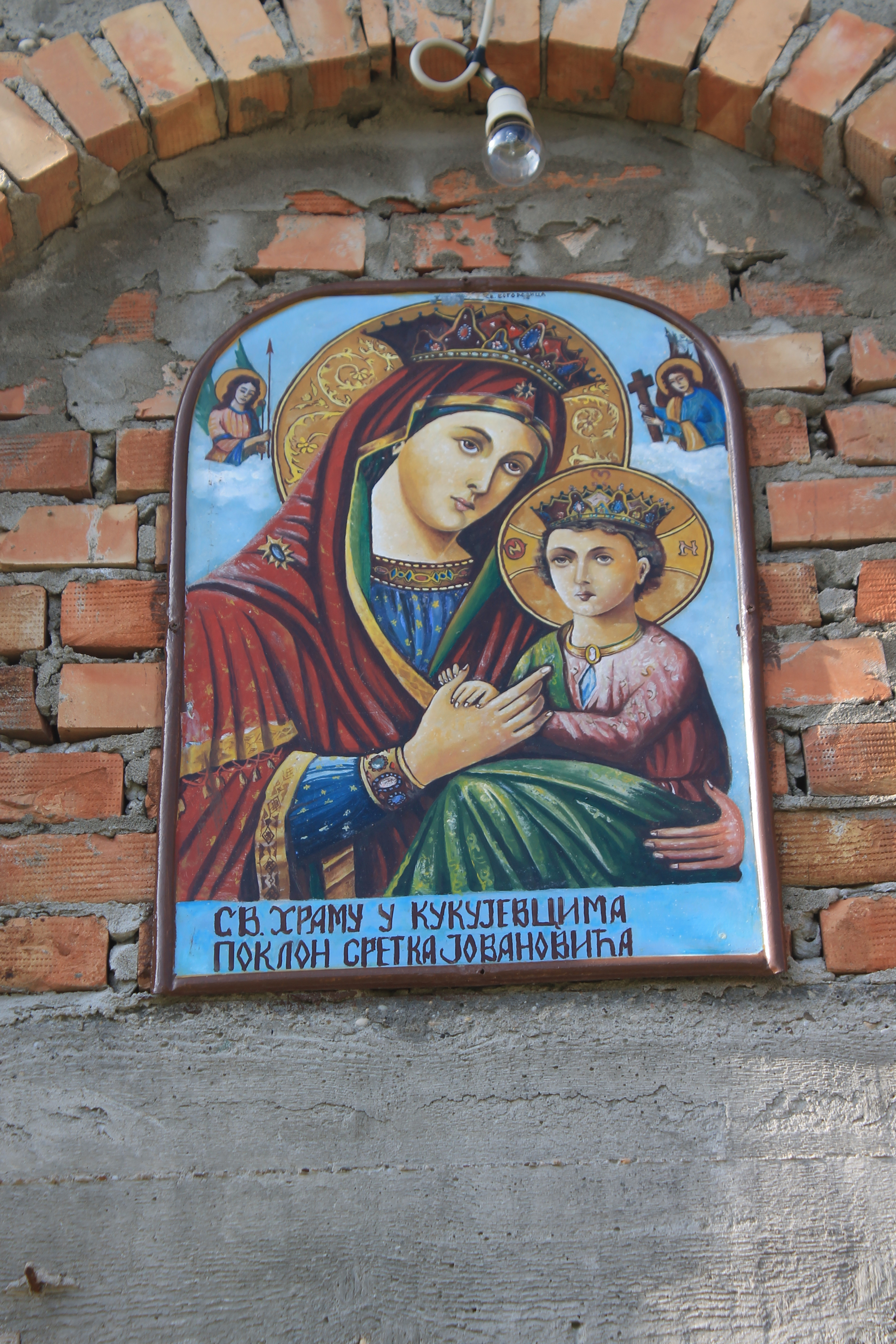
Ikone über dem Nordeingang